# ブリッジタウン歴史地区とギャリソン
ブリッジタウン歴史地区とギャリソン（ブリッジタウンれきしちくとギャリソン）は、カリブ海の島国バルバドスの首都ブリッジタウンに残る、イギリス植民地時代に築かれた旧市街や防衛施設群を対象とするUNESCOの世界遺産リスト登録物件である。旧市街の街路設計は、スペイン帝国やオランダ海上帝国が築いた植民都市に見られるものとは異質であり、ギャリソンの存在ともども、かつて大英帝国がカリブ海地域に築いた拠点の姿を伝えている。2011年にバルバドスの世界遺産として初めての登録を果たした（ID1376）。

## 歴史
バルバドスに最初に到達したのはスペイン人であったが、彼らは定着せず、続くポルトガル人も同様であった。無人となっていたバルバドスでイギリス人たちが入植を始め、ブリッジタウンを建設したのは1628年のことであった。17世紀を通じて、ブリッジタウンの成長を支えたものは製糖業であった。サトウキビ生産のための黒人奴隷の輸入および砂糖などの製品の輸出の拠点として、ブリッジタウンの港は栄え、1681年以降には、木造ではあったが要塞なども整えられていった。木造の要塞は18世紀には石造の要塞へと作り変えられ、18世紀末にはギャリソンの建設も始まった。このギャリソンは1905年まで、英国陸軍のカリブ海東部地域における司令部として機能した。

## 構成資産
この世界遺産は旧市街とその郊外、港、ギャリソン地区などによって構成されている。

### 旧市街

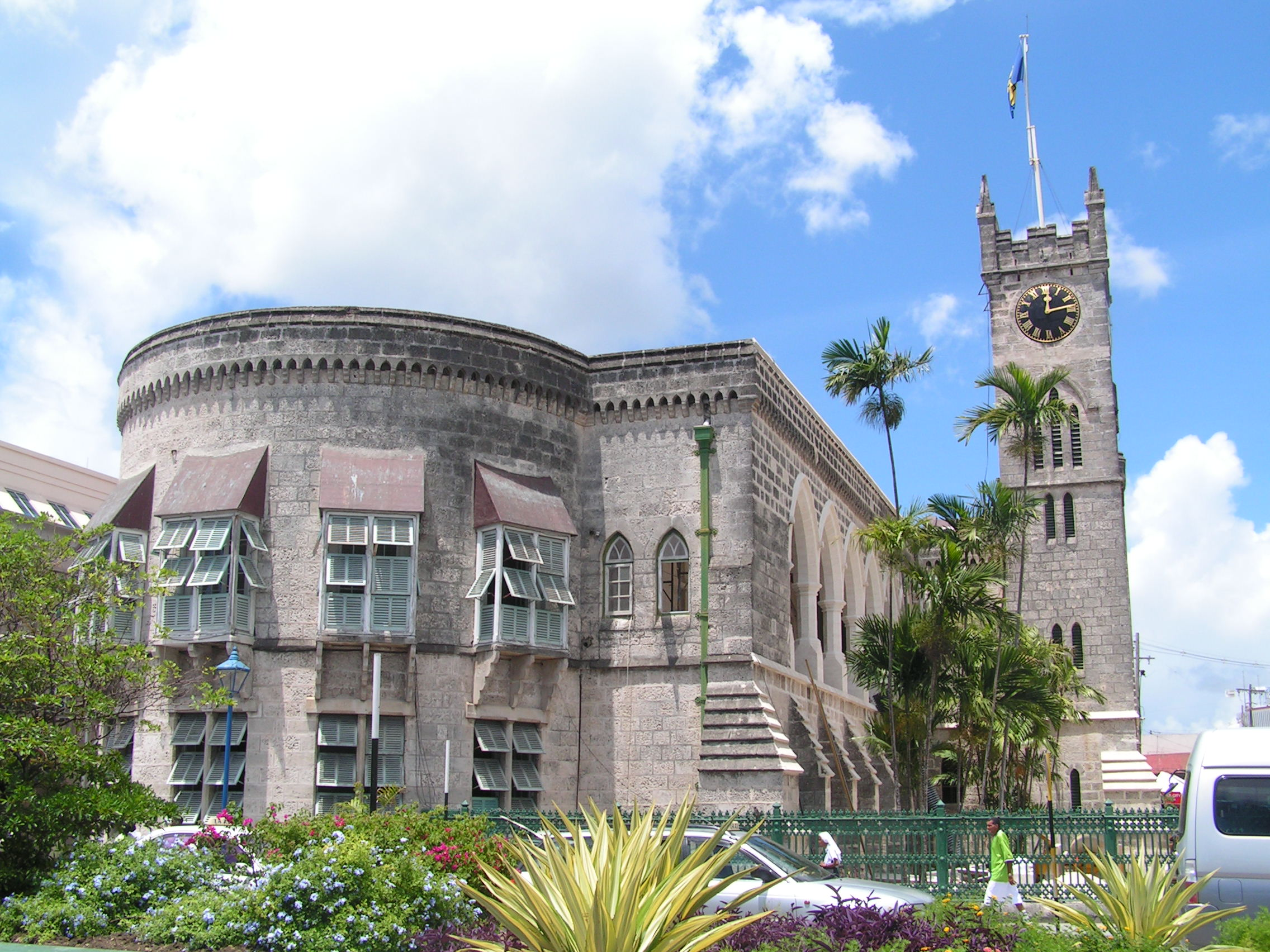
ネオゴシック様式の議事堂（1870年代）

旧市街は17世紀に成立した地区であり、元来の都市計画は蛇のように曲がりくねった街路を特徴としている。これは、同じ時期にスペイン帝国やオランダ海上帝国が中南米に築いた植民都市が、碁盤目状の街路を基本としていたこととは異質であり、世界遺産に登録されている歴史地区だと、類似の街路はイギリス領バミューダ諸島のセント・ジョージくらいにしか見られない。
旧市街の建物は18世紀にかけて発展し、イギリスのジョージアン建築をアレンジした「カリビアン・ジョージアン」という様式を確立していった。しかし、ブリッジタウンはたびたびの大火やハリケーンによって甚大な被害を受けており、現在の建物には甚大な被害をもたらした1831年のハリケーンの後に再建されたものも少なくない。その再建時には、元の様式に似せることが意識されたが、19世紀や20世紀には建築様式のクレオール化が見られた。被災による再建を経ていない建造物は限られているが、その中には西半球では最古の部類に属するといわれるシナゴーグが含まれている。

### 防衛施設

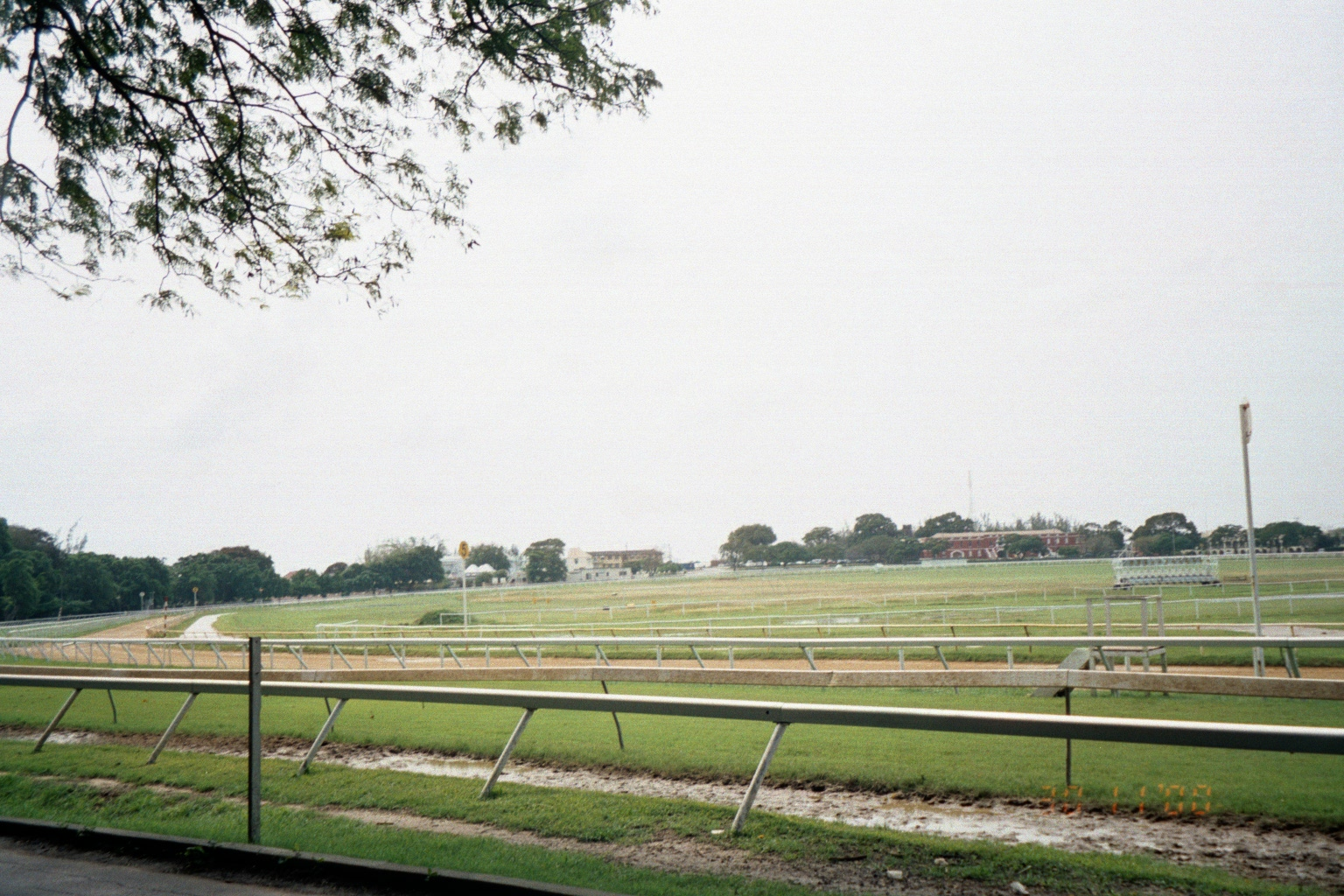
ギャリソン・サバンナ

チャールズ要塞 (Charles Fort) は17世紀に木造で建てられた要塞で、当初はニーダム要塞 (Needham's Fort) といった。この要塞は18世紀に石造要塞として改築されたが、21世紀初頭の時点ではヒルトンホテルの一部になっている。
セント・アン要塞 (St Ann's Castle / Fort St Ann's) は18世紀初頭に建造された要塞で、ギャリソンは1789年以降、約80年の歳月を費やしてその周囲に築かれたものである。ギャリソンはセント・アン要塞や兵舎のほか、ギャリソン・サバンナと呼ばれる広大な広場を含んでいる。ギャリソン・サバンナに点在する建物には、かつて軍の刑務所として使われ、現在はバルバドス博物館になっている建物もある。ギャリソンの建造物群にも1831年のハリケーンで損壊し、再建されたものが少なくないが、ギャリソン地区最古となっているのが1720年ごろ建造のジョージ・ワシントン・ハウスである。その名は、ジョージ・ワシントンが1751年に2か月滞在していたことに由来する。

## 登録経緯
バルバドスの世界遺産条約受諾は2002年4月9日のことであった。この物件は、2009年10月7日に世界遺産の暫定リストに記載され、2010年2月1日に正式推薦された。それに対して、世界遺産委員会の諮問機関である国際記念物遺跡会議 (ICOMOS) は、その時点では世界遺産としての完全性と真正性の証明も、顕著な普遍的価値の証明も不十分であるとして、「登録延期」を勧告した。しかし、2011年の第35回世界遺産委員会では逆転での登録が認められ、バルバドス初の世界遺産となった。

### 登録名
世界遺産としての正式登録名は、Historic Bridgetown and its Garrison （英語）、Centre historique de Bridgetown et sa garnison （フランス語）である。その日本語訳は資料によって以下のような違いがある。
- ブリッジタウン歴史地区とその要塞 - 日本ユネスコ協会連盟ほか[11][12]
- 歴史都市ブリッジタウンとその要塞 - 世界遺産アカデミー[13]
- ブリッジタウンの歴史地区とその駐屯地 - 古田陽久・古田真美[14]
- ブリッジタウン歴史地区とギャリソン - 地球の歩き方[15]
- ブリッジタウンとその要塞 - 市原富士夫[16]
- 歴史的都市ブリッジタウンと要塞 - 谷治正孝[17]

## 登録基準
この世界遺産は世界遺産登録基準のうち、以下の条件を満たし、登録された（以下の基準は世界遺産センター公表の登録基準からの翻訳、引用である）。
- (2) ある期間を通じてまたはある文化圏において、建築、技術、記念碑的芸術、都市計画、景観デザインの発展に関し、人類の価値の重要な交流を示すもの。

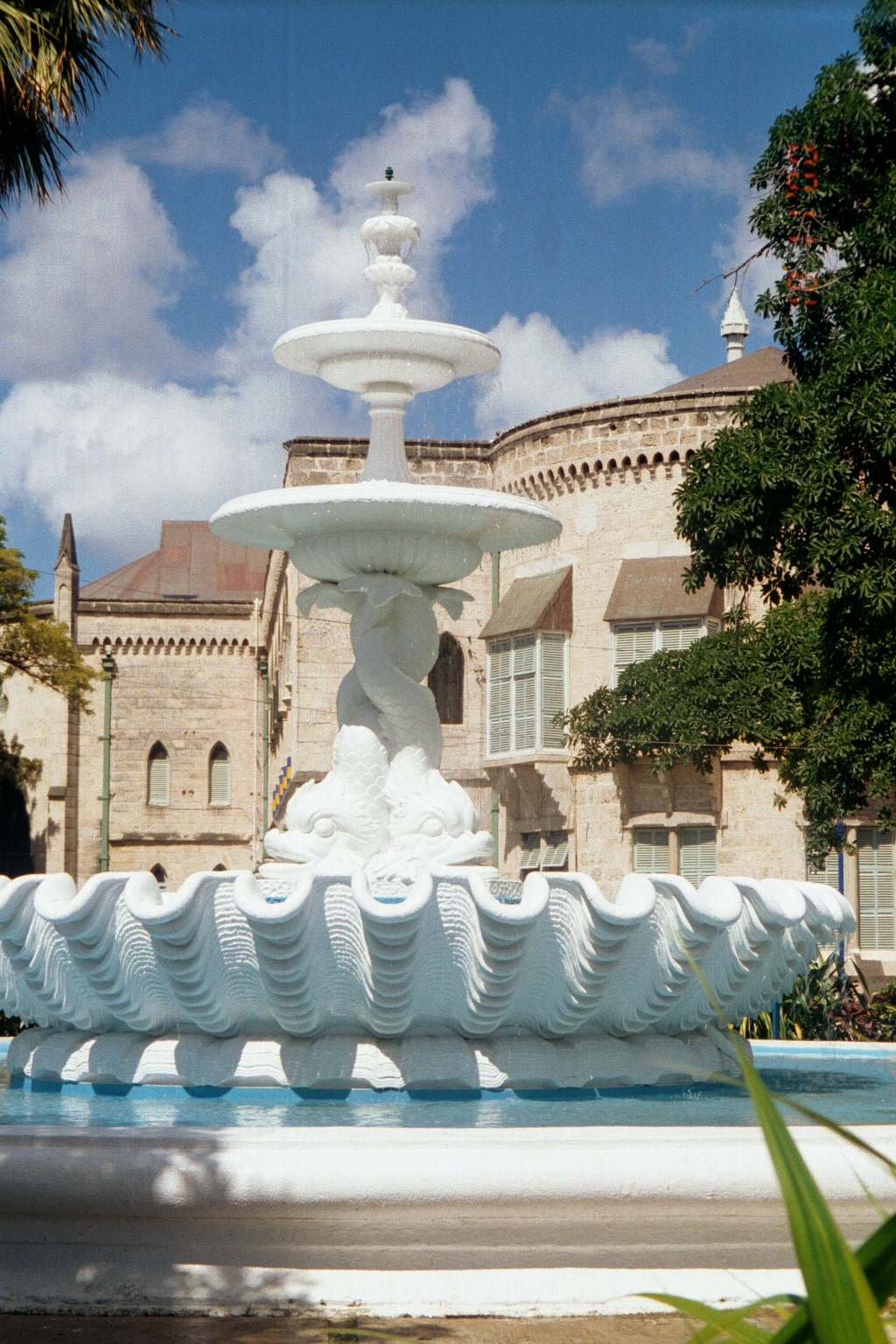
英雄広場

  - バルバドス当局は、ブリッジタウンが大英帝国の大西洋地域においてインフラストラクチャー発展の中軸となる役割を果たしただけでなく、その存在を通じて大英帝国の威光を知らしめる存在であったことなどを述べるとともに、イギリス本国のジョージアン建築を「カリビアン・ジョージアン」という熱帯特有の受容の仕方で取り入れたことなどを主張し、この基準を適用できるとした[18]。これに対し、 ICOMOS はブリッジタウンが歴史的に果たした重要性は認めたものの、推薦されている資産の中で、その歴史性がどのように体現されているのかの証明がなされていないとして、バルバドスの主張を退けた[18]。
  - 世界遺産登録に際してはICOMOSの勧告の否定的な面は容れられず、この基準が適用された。登録時点の世界遺産委員会の決議では、英国の中世的な狭い街路の都市計画が導入され、その当時の姿をとどめていることなどが適用理由とされていた[19]。
  - しかし、翌年には差し替えた理由が提示された。そこでは、「ブリッジタウン歴史地区とその要塞は、大西洋世界の英国植民地の発展において中軸的な役割を果たし、大英帝国内における行政、貿易、通信、科学、文化、技術に関する考えを伝達する中心地のひとつであった」[20] などと位置づけられた上で、ヨーロッパと現地の文化交流の点でも重要な場所であったことが示されている[21]。

- (3) 現存するまたは消滅した文化的伝統または文明の、唯一のまたは少なくとも稀な証拠。
  - バルバドス当局は、ブリッジタウンが商港として栄え、多くの文化が融合した「クレオール化したカリブ文化」の形成に寄与したことを指摘し、この基準が適用できるとした[18]。これに対し、ICOMOSはブリッジタウンにおけるクレオール化を説明しただけでは、カリブ海世界全体の中でのクレオール化にどう寄与したのかが示されていないとして、この基準を適用できる段階にないとした[18]。
  - 世界遺産登録に際してこの基準の適用も認められ、当初バルバドス当局が指摘していたような多様な文化的伝統が混ざり合って息づいていることなどが評価された[19]。
  - 翌年の差し替えられた理由説明は全く異なっている。そこでは歴史地区が「英国の蛇のように曲がった中世的街路の区画に基礎を置いた当初の足跡を400年間保っていて、異国の地における英国式都市計画の傑出した例証を備えている」[20] こと、およびブリッジタウンのギャリソンが「18世紀から19世紀の大西洋世界における、英国式ギャリソン建造物群の最も完璧な建造物群を構成している」[20] ことなどに対して適用された[21]。すぐ後で述べるように、この基準は部分的にはバルバドス当局が基準 (4) の適用理由として挙げていたものである。

- (4) 人類の歴史上重要な時代を例証する建築様式、建築物群、技術の集積または景観の優れた例。
  - バルバドス当局はこの基準について、「18世紀から19世紀における英国植民地のギャリソンをほぼ完全に示す」ものであることや、バルバドスの議事堂が植民地時代から独立後に至るまでの歴史を伝えるものであることなどに対して適用できるとしていた[22]。これに対してICOMOSは、議事堂が傑出した例証であることなどを否定した上で、ギャリソンについては適用できる可能性を認めたものの、比較研究の不足を指摘し、この基準の適用も可能な段階に達していないという見解を示した[23]。
  - 世界遺産登録に際しては、ギャリソンなどの歴史的価値が認められた[21]。
  - 翌年の差し替えられた理由説明でも重なる部分があり、ギャリソンが「カリブ海における英国陸海軍の拠点の最初期の類型であり、その建築上のレイアウトや都市の配置の点で、カリブ海地域の英国のありように影響を及ぼした」[20] ことや、歴史地区とギャリソンが「植民地時代と独立後を通じて、諸機能の進歩に著しく影響した商業的関心と軍事的関心の絶え間ない相互作用を示す」[20] ことなどに対して、適用された[21]。